# Contea di Screven
La contea di Screven (in inglese Screven County) è una contea dello Stato della Georgia, negli Stati Uniti. La popolazione al censimento del 2000 era di 15 374 abitanti. Il capoluogo di contea è Sylvania.